# Sturnella neglecta
El turpial gorjeador o pradero gorjeador (Sturnella neglecta) es una especie de ave de la familia Icteridae, que se encuentra en el occidente y centro de Norteamérica. 

## Descripción
En promedio mide 21,6 cm de longitud. Adulto tiene las partes inferiores amarillo color brillante, con una "V" negra en el pecho y con los flancos blancos rayados de negro. Sus partes superiores son predominantemente de color marrón, pero también tienen rayas negras. Su pico es largo y puntudo y su cabeza presenta rayas castaño claro, blanco y negro.
Su canto es un gorjeo aflautado y complejo que se diferencia bien del silbido sencillo y melancólico del turpial oriental.

## Hábitat
Sus hábitats de cría son los pastizales, praderas y campos abandonados, los cuales se puede encontrar en el oeste y centro de América del Norte, hasta el norte de México, donde se superpone con los del turpial oriental. Estas aves prefieren la vegetación seca y delgada. Las dos especies de aves coexisten, aunque generalmente no se cruzan, y defienden el territorio contra otras. Cuando se cruzan los híbridos presentan baja fertilidad.
Son residentes permanentes a lo largo de gran parte de su área de distribución, pero las aves del norte pueden migrar a las zonas del sur en invierno, y algunos pájaros también se mueven hacia el este, desde el sur de Estados Unidos. También es residente permanente en Cuba.

## Alimentación
Se alimentan principalmente de insectos, pero también comen bayas y semillas. En invierno, estas aves se alimentan a menudo en bandadas.

## Nido
Sus nidos están situados en el suelo, a campo abierto, y están cubiertos con un techo de hierba tejida. Puede haber más de una hembra que anidan en el territorio de un macho.